# Hospitalières du Saint-Esprit
Pour les articles homonymes, voir Hospitalière (homonymie).
Les Hospitalières du Saint-Esprit  (ou "Sœurs hospitalières du Saint-Esprit de Poligny") sont une congrégation religieuse catholique féminine issue de l'ordre hospitalier du Saint Esprit

Croix des Hospitalières du Saint-Esprit

## Histoire
L'ordre serait né au VIIIe siècle à Jérusalem.
Au XIe siècle ses membres quittèrent cette ville à cause des persécutions exercées par les « infidèles » contre les chrétiens et s'établirent en France à Montpellier. Ils furent favorablement reçus en la province de Languedoc, dans le diocèse de Maguelone, par le comte Guy de Montpellier, qui leur fit bâtir un hôpital, auquel le Généralat de l'Ordre appelé du Saint-Esprit fut uni.
Le premier Chapitre général fut ainsi tenu à Montpellier en 1032, où se trouvèrent des commandeurs de toutes les parties de la France, d'Allemagne, de Pologne, d'Espagne, d'Angleterre, et d'autres lieux.
Guy de Montpellier re-fonde de l'ordre du Saint-Esprit à Montpellier en 1195, d'après le testament de son père. Il semble avoir fait son éducation chez les Templiers, mais en sortit encore jeune et après la mort de son père en 1172, il voulut fonder une autre milice destinée à d'autres combats. Il fonde le premier véritable hôpital qui accueille et soigne toutes les misères. Cet hôpital était situé au faubourg du Pyla-Saint-Gély et fut détruit en 1562 par les calvinistes.
Le but de Guy était de reproduire le divin idéal de la charité par un caractère d'universalité du soulagement de toutes les misères : corps, âme, esprit. Il recueillait les enfants, s'occupait de l’éducation de la jeunesse recueillie par l'ordre, de l'assistance de toutes les misères et de l'hospitalité aux personnes de toutes conditions. Sa foi en acte était d'exercer la charité en faveur du prochain, préconisée comme acte de justice.
C'est lui qui créa le concept de « famille d'accueil » en expérimentant la création des placements familiaux.
Au XVe siècle, l'ordre compte plus d’un millier d’hôpitaux, dont 400 en France. Pour certains ce n’était plus devenu qu’un patronage.
L'ordre hospitalier était composé de frères, de sœurs, de clercs, d'oblats (enfants), de serviteurs, et la confrérie de chevaliers et de personnalités.
L’Ordre est décimé par la Réforme. 
La branche masculine de l'ordre s'éteint à la fin du XVIIIe siècle. 
Aujourd'hui ne subsiste que la branche féminine. En 2003, les Sœurs hospitalières du Saint-Esprit de Poligny fusionnent avec les Filles du Saint-Esprit. Il demeure une petite congrégation dans le diocèse de Saint-Dié, les Sœurs hospitalières du Saint-Esprit de Rouceux, implantées à Neufchâteau et à Ville-sur-Illon.

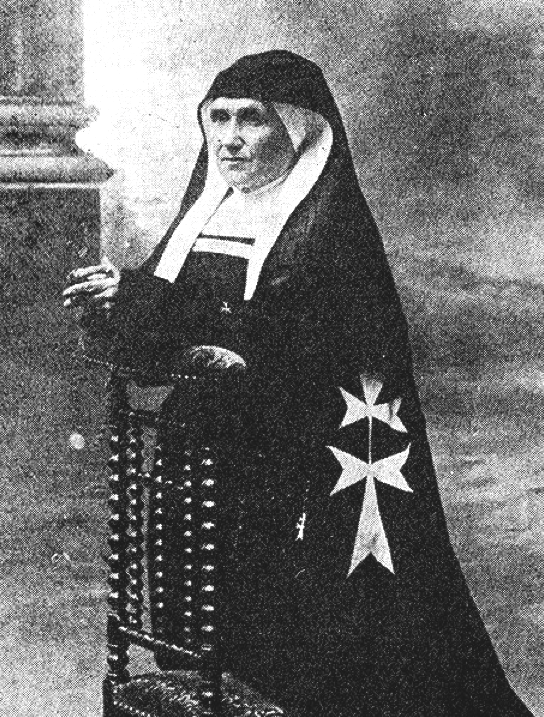
Portrait d'une sœur hospitalière.

## Établissements
- Maison-mère établie à Poligny (Jura).
- En 1961, la congrégation avait une seconde communauté à Saint-Claude

## Patrimoine
- Le potager de la maison-mère de Poligny est mentionné à l'inventaire des Monuments de France.

## Sources
- Annuaire catholique de France, 1961.